# Povere creature! (romanzo)
Povere creature! (Poor Things) è un romanzo dello scrittore scozzese Alasdair Gray, pubblicato in lingua originale nel 1992. In quello stesso anno vinse il Whitbread Award e il Guardian Fiction Prize.
La prima versione italiana aveva il titolo Poveracci!, mentre una seconda era intitolata Vita e misteri della prima donna medico d'Inghilterra.

## Storia editoriale
L'opera era stata inizialmente concepita come parte della raccolta di racconti Ten Tales Tall & True (1993) ma, resosi conto che il progetto stava diventando troppo corposo, l'autore decise di farne un romanzo a sé stante. Nell'opera sono evidenti richiami al Frankenstein o il moderno Prometeo di Mary Shelley e di opere di autori quali Lewis Carroll, Vladimir Nabokov e Arthur Conan Doyle, che rendono la storia un pastiche vittoriano.
Il romanzo si allontana dall'immaginario classico di Gray che, nelle altre sue opere si era concentrato su una Glasgow più realistica anche se in Poor Things! lo scrittore riprende tematiche già affrontate, quali le disuguaglianze sociali, il peso delle relazioni interpersonali, l'importanza della memoria e la ricerca dell'identità personale.
Il libro contiene le illustrazioni originali di Alasdair Gray, che nel testo vengono attribuite all'incisore e illustratore scozzese William Strang. Una caratteristica del romanzo è la pagina delle citazioni delle recensioni alcune delle quali sono palesemente fittizie (come quelle di Skiberdeen Eagle e Private Nose), mentre altre sono attribuite a pubblicazioni reali, ma sembrano così dure che la loro autenticità è messa in dubbio.
La prima edizione italiana, del 1994, era intitolata Poveracci!, mentre una successiva portava il titolo Vita e misteri della prima donna medico d'Inghilterra. Una più recente edizione del 2023 porta il titolo Povere creature!.

## Trama
(Alasdair Gray, Povere creature!)
Questo memoir è preceduto da un'introduzione dello stesso Alasdair Gray, che racconta la "scoperta" del volume da parte di due suoi amici, Michael Donnelly ed Elspeth King. L'introduzione contiene anche una feroce critica al modo in cui il Comune di Glasgow ha trattato il suo patrimonio storico e culturale, trascurando il museo di storia locale, e un breve accenno al periodo in cui Glasgow è stata Capitale Europea della Cultura nel 1990.
La narrazione è incentrata sul personaggio di Bella Baxter, una donna la cui identità è avvolta dal mistero. Questa ambiguità è acuita dal libro di memorie scritto dal marito, Archibald McCandless, che sembra aver distorto la verità sulla sua vita con Bella. Tra le pagine si afferma che la donna, incinta, era stata trovata morta tra le acque del Clyde e riportata in vita dal collega di Archibald, lo scienziato Godwin Baxter. Nel corpo di Bella viene trapiantato il cervello del suo feto; la donna ritorna quindi nel mondo dei vivi con una mentalità infantile.
L'intento iniziale di Godwin, soprannominato "God" dalla ragazza, era di creare una compagna perfetta per sé stesso, ma il progetto non riesce; la protagonista ben presto si emancipa, iniziando a inseguire i propri desideri e passioni, intrecciando relazioni con altri uomini, tra cui lo stesso Archibald e un frivolo avvocato di nome Duncan Wedderburn con il quale fugge e si imbarca in un'odissea in giro per l'Europa, il Nord Africa e l'Asia centrale. Duncan, abbandonato da Bella, scopre che la vera identità della donna era quella di Victoria Blessington, già moglie del generale Sir Aubrey de la Pole Blessington e fuggita di casa dopo aver scoperto il tradimento del marito con una cameriera. Il generale, avvisato da Wedderburn, irrompe in chiesa durante il matrimonio di Bella con Archibald, interrompendo la funzione. Godwin tenta di convincere il generale ad abbandonare il proposito di riportare a casa la moglie. Il generale minaccia con una pistola la donna che, strappandogli l'arma dalle mani, dichiara la propria indipendenza, umiliandolo. Il generale decide quindi di lasciare in pace Bella e torna a casa, suicidandosi pochi giorni dopo. Bella e Archibald si sposano ma al ritorno dal viaggio di nozze trovano God morente
A questa narrazione segue una smentita da parte della stessa Bella (o Victoria), la quale, in una lettera rivolta ai pronipoti, cui è indirizzato il libro, dichiara che la storia è un cumulo di fandonie del marito intessuto di motivi gotici e romantici, accusandolo di essere stato un vecchio pigro e sciocco che ha sprecato la sua vita nell'ozio, comprato grazie all'eredità dell'amico Baxter. In definitiva la donna bolla la storia come un racconto di uno squilibrato.

## Opere derivate
Il romanzo è stato adattato cinematograficamente nel film del 2023 Povere creature! (Poor Things), vincitore del Leone d'oro alla 80ª edizione della Mostra internazionale d'arte cinematografica di Venezia, prodotto dalla Searchlight Pictures, con la regia di Yorgos Lanthimos e la sceneggiatura di Tony McNamara. Il cast comprende, tra gli altri, Emma Stone, Willem Dafoe, Ramy Youssef, Margaret Qualley e Mark Ruffalo.

## Edizioni
- (EN) Alasdair Gray, Poor Things, 1ª ed., 1992, ISBN 978-1-56478-307-3.
- Alasdair Gray, Poveracci!, traduzione di Sara Caraffini, Gli Alianti, n. 21, Milano, Marcos y Marcos, febbraio 1994, ISBN 8871681002.
- Alasdair Gray, Vita e misteri della prima donna medico d'Inghilterra, Milano, Marcos y Marcos, ottobre 1999, ISBN 9788871682884.
- Alasdair Gray, Povere creature!, traduzione di Sara Caraffini, prefazione di Enrico Terrinoni, Pordenone, Safarà, 2023, ISBN 9788832107531.